# Paul Doncœur
Paul Doncœur, né à Nantes (Loire-Atlantique) le 6 septembre 1880 et mort à Troussures, (Oise) le 21 avril 1961, est un prêtre jésuite et écrivain français. Aumônier militaire décoré de la Première Guerre mondiale, il est connu pour ses ouvrages historiques consacrés à Jeanne d'Arc et pour avoir été l'un des pionniers du scoutisme et organisateur de sa branche aînée, la « Route ».
En 1944, il sera mis à l’écart du scoutisme pour ses prises de position en 1940 en faveur du régime de Vichy. Il fonde à Troussures un centre pour le ressourcement spirituel des couples et de la jeunesse.

## Biographie
Paul Doncoeur né le 6 septembre 1880 à Nantes, est le fils de Georges Doncoeur, officier de cavalerie qui vivait à Nantes, et de Léonie Legrez.

### Formation jésuite
Après des études au collège de Reims, Paul Doncoeur entre au noviciat des Jésuites à Saint-Acheul le 8 octobre 1898.
En 1901, il est expulsé de France, comme tous ses confrères jésuites, à la suite des dispositions anti-congrégationistes de la loi sur les associations de 1901. Il en demeura très affecté toute sa vie, notamment par le manque de réaction des catholiques face à ces expulsions. Il poursuit des études de philosophie au scolasticat des jésuites français en exil à Florennes, tout en y enseignant, et fait des études de théologie à Enghien où il est ordonné prêtre le 25 août 1912.

### Aumônier militaire
Quand la guerre éclate en 1914, Paul Doncœur devient aumônier militaire aux 115e RI, 35e RI et 42e RI ; il participe aux batailles de la Marne, de l'Aisne, de Champagne et de Verdun. C'est à cette période que Paul Doncoeur, aidé d'ouvriers du bâtiment, construit une chapelle souterraine dans les grottes de Confrécourt.
Blessé dans la Somme, il effectue un pèlerinage à Lourdes.
Lors de ce pèlerinage, le Père Doncoeur entend parler d'un circulaire qui demanderait le départ des aumôniers militaires vers l'arrière pour s'occuper des hôpitaux. Il va alors demander une entrevue avec le Maréchal Foch, pour lui demander de faire rester les aumôniers au combat, ce qui sera fait.
Une fois guéri, il rejoint son régiment pour les combats de Reims, des Flandres et la campagne de 1918. Il est sept fois cité, reçoit la croix de guerre, et il est fait chevalier de la Légion d'honneur.
Après le conflit, il s'engage dans différentes actions afin «de reconstruire la chrétienté de la France, retrouver un christianisme intégral, pour que le sacrifice de la grande guerre ne soit pas inutile !».
En effet, de novembre 1918 à septembre 1919, Paul Doncoeur accompagné d'un équipe de soldats arpente les différents champs de bataille pour assurer à tous les soldats une sépulture décente. C'est en 1919, que cette équipe de volontaires crée le Calvaire des Wacques à Souain. Cette initiative est soutenue et encouragée par le Général Baston de la 14e division d'infanterie.
Le 25 novembre 1921, il est promu officier de la Légion d’honneur, il est décoré sur le front des troupes dans la cour d’honneur des Invalides.

### Ligue des Droits du religieux ancien combattant
Après la victoire du Cartel des gauches, le Président du conseil Édouard Herriot, annonce, le 2 juin 1924, la reprise de l'expulsion des congrégations, la suppression de l’ambassade auprès du Saint-Siège et l’application de la loi de séparation de l’Église et de l’État à l’Alsace et à la Moselle.
En réponse à ces annonces, deux mois plus tard, la Ligue des droits du religieux ancien combattant (DRAC) est fondée. Le Père Doncoeur en est un des animateurs et principal orateur, il va parcourir la France pour des réunions publiques.

En octobre 1924, Paul Doncœur publie une lettre ouverte au Président Herriot « Pour l’honneur de la France, nous ne partirons pas ». À la suite de cette lettre ouverte, le gouvernement du Cartel des gauches va alors abandonner son projet.

Nous ne partirons pas! 
Alors M. Herriot a fait le grand geste d'ouvrir tout larges les deux bras sanglants de la France et a donné à tous les misérables leur pardon. Par la porte ouverte on a voulu faire passer tous les coupables, les lâches, les insoumis, les déserteurs et les traîtres.… S'ils reviennent pour servir et réparer, j'applaudis. 
Mais cette même porte ouverte aux frontières, le même M. Herriot, du haut de la tribune française, il nous la montre, pauvres bougres de religieux, rentrés le 4 août, pour la bataille...
Eh bien, non, nous ne partirons pas. Pas un homme, pas un vieillard, pas un novice, pas une femme ne repassera la frontière. 

En 1901, quand a été votée la loi infâme, j'étais tout jeune jésuite, — il y avait quatre ans que mon père, un vieil officier d'Afrique, m'avait conduit au noviciat de Saint-Acheul, — j'ai fait comme les autres et j'ai pris le train pour la Belgique, honteusement. J'ai vécu douze ans en exil de vingt-deux à trente-quatre ans, toute ma vie d'homme. Je vous le pardonne. Mais le 2 août 1914, à 4 heures du matin, j'étais chez mon supérieur. C'est demain la guerre, ai-je dit, ma place est au feu. Et mon supérieur m'a béni et m'a embrassé. Par des trains insensés, sans ordre de mobilisation (j'étais réformé), sans livret militaire, j'ai couru au canon jusqu'à Verdun. 
Le 20 août, à l'aube, avant la reprise du combat, à la recherche des blessés du 115°, j'avançais au-delà des petits postes, quand, tout à coup, je fus enveloppé par le craquement de vingt fusils, et je vis mon camarade étendu, de tout son long, contre moi, sur la route, la tête broyée. Le poste allemand était à trente pas. J’ai senti à ce moment que mon cœur protégeait tout mon pays ; jamais je n'avais respiré l’air de France avec cette fierté ; ni posé mon pied sur sa terre avec cette assurance.
Je ne comprends pas encore comment je ne fus pas tué alors, ni vingt fois depuis. Le 16 septembre, j'étais fait prisonnier devant Noyon, en plein combat; en novembre, j'étais de nouveau en France et, en décembre, je retrouvais le feu avec la plus belle des divisions, la 14° de Belfort. Avec elle, je me suis battu trente mois, jusque devant Mézières. J'ai été trois fois blessé, je garde sous l'aorte un éclat d'obus reçu dans la Somme; démobilisé, j'ai commis le crime de rester chez moi... Et maintenant, vous me montrez la porte. 
Vous voulez rire, Monsieur Herriot. 
Mais on ne rit pas de ces choses. Jamais, pendant cinquante mois, vous n'êtes venu me trouver, ni à Tracy-le-Val, ni à Crouy, ni à Souain, ni au fort de Vaux, ni au Reichackerkopf, ni à Maurepas, ni à Brimont, ni à la Cote 304, ni à Tahure. Je ne vous ai vu nulle part me parler de vos « lois sur les Congrégations », et vous osez me les sortir aujourd'hui?
Vous n'y pensez pas!
Ni moi, ni aucun autre (car tous ceux qui étaient en âge de se battre se sont battus), ni aucune femme, nous ne reprendrons la route de Belgique. 
Cela jamais.
Vous ferez ce que vous voudrez, vous prendrez nos maisons, vous nous ouvrirez vos prisons — il s’y trouve en effet des places laissées vides par qui vous savez, — soit.
Mais, partir, comme nous l'avons fait en 1901 ? Jamais.
Nous avons, aujourd'hui, un peu plus de sang dans les veines qu’alors — et puis, soldats de Verdun, nous avons appris aux bons endroits ce que c'est que de s’accrocher à un terrain. Nous n'avons eu peur ni des balles, ni des gaz, ni des plus braves soldats de la Garde; nous n'aurons pas peur des embusqués de la politique.
Et je vais vous dire maintenant pourquoi nous ne partirons pas. Ce n'est pas de courir au diable qui nous effraie. Nous ne tenons à rien, ni à un toit, ni à un champ. Jésus-Christ nous attend partout et nous suffira toujours au bout du monde.
Mais nous ne partirons plus, parce que nous ne voulons plus qu'un Belge, ou qu'un Anglais, ou qu’un Américain, ou qu’un Chinois, ou qu’un Allemand, nous rencontrant un jour loin du pays, nous pose certaines questions auxquelles nous répondrions comme jadis en baissant la tête : « La France nous a chassés. »
Pour l'honneur de la France — entendez-vous ce mot comme je l’entends? — pour l'honneur de la France, jamais nous ne dirons plus cela à un étranger. Donc nous resterons tous. 
Nous le jurons sur la tête de nos morts.

Signé, Paul DONCŒUR, Officier de la Légion d'honneur. 

### Aumônier scout
En 1924, inspiré par son ami jésuite le Vénérable Père Jacques Sevin, Paul Doncœur devient « aumônier des clans d'Île-de-France » qui ont pour chef Marcel Forestier.
C'est à partir de cette date que la route des Scouts de France prend de l'ampleur grâce à son énergie.
Dans le même temps, inspiré par les Quickborn allemands, branche catholique du Wandervögel, il fonde les « Cadets », adeptes des grands raids spirituels à travers la France et l'Europe et tête de pont d'une jeunesse catholique française, généreuse et virile.

### Engagement pour le régime de Vichy
Pendant la Seconde Guerre mondiale, Paul Doncœur, devenu aumônier national de la route SDF (1940), prend des positions politiques et réclame des scouts et des cadets un engagement total derrière le maréchal Pétain alors que l'aumônier général des Scouts de France, le Père Marcel Forestier, apparaît plus en retrait.

#### Pèlerinage du Puy-en-Velay
Paul Doncoeur organise un pèlerinage au Puy-en-Velay avec les Scouts de France pour le 15 août 1942. La motivation de ce pèlerinage inclut la défense des valeurs comme la restauration d'un catholicisme intégral et mystique. Le pèlerinage est présenté comme une pénitence faite pour laver et expier les péchés de la France à la suite de la défaite de 1940.
“Il faut un but, et qui soit à la hauteur de nos fierté de jeunes Français bâtisseurs et de notre foi de chrétiens d’action. C’est pourquoi nous empoignons le bâton de pèlerin pour aller par les routes prier Notre-Dame de France pour la délivrance et l’unité du pays. Nous, et tous les jeunes de chez nous. Bien sur, dans les difficultés présentes, il y a quelque témérité à se lancer dans une organisation aussi compliquée alors que les questions de transport et de ravitaillement seraient à elles seules des raisons suffisantes d’hésiter ou de reculer.”,.
De nombreuses associations de jeunes catholiques répondent à l'appel de Paul Doncoeur (JOC, JAC, JEC, Pénitents blancs). Le pèlerinage regroupe plusieurs milliers de participants. Les cérémonies rassemblent 10 000 personnes, de nombreuses processions avec des statues de la Vierge sont organisées. Les jeunes gens étaient venus de toute la France, ceux de la zone du Nord au prix de nombreuses difficultés pour passer la ligne de démarcation ou pour la franchir clandestinement.
Des chants religieux et politiques inattendus tel que « Vous n'aurez pas l'Alsace et la Lorraine » sont entonnés, ce qui montre la distance entre les jeunes et les organisateurs officiels.
Campant autour du Puy-en-Velay, les pèlerins prirent la route parfois nus-pieds quelques jours avant le 15 août pour converger à Notre-Dame le jour de la célébration de l'Assomption. C'est lors de ce pèlerinage que le père Doncœur et Jacques Chailley écrivirent le Kyrie des gueux et Vierge des Chemins de France. La grande chorale est dirigée par César Geoffray.
" Mais une longue étape de 24 kilomètres nous attend et l'on part, sans tarder, pour Lanterac. Cette fois, les clans sont réunis en groupes de 40 garçons; ce sera la formation adoptée pour toute l'organisation du pèlerinage. Sur la route, les groupes se succèdent à 3 minutes d'intervalles. Dans chaque groupe, à chaque étape, commencent à s'égrainer les chapelets qui alterneront avec les chants de marche ou les méditations silencieuses guidées par l'aumônier. C'est ainsi que par Lantiac et Brives, tous les routiers de Provence - ils sont maintenant près de 1 000 -, arriveront sur les hauteurs qui dominent Le Puy, le 12 août où s'allumeront, simultanément, à 10 heures du soir, tous les feux de la dernière veillée préparatoire. " Chanoine Gros dans son carnet,.
Pour certains historiens comme Henry Rousso à ce moment-là : le motif religieux se confond avec un thème politique récurrent dans la propagande vichyste, dénonçant la décadence de la France.
« Le pèlerinage est organisé conjointement avec le régime de Vichy », et Paul Doncoeur écrit le texte suivant:
Au chef magnifique et vaillant entre tous, au sauveur de la Patrie, qui en ce jour béni a bien voulu visiter le temps sacré de la Mère de Dieu, gloire, louange, honneur, vénération profonde, indéfectible amour avec l'entier dévouement de nos cœurs. Notre-Dame du Puy, venez à son aide. Saint Philippe, venez à son aide. Sainte Jeanne d'Arc, venez à son aide. Vive le maréchal Pétain. Le Christ est vainqueur.
L'historien Étienne Fouilloux écrira plus tard : « La procession marque la proximité entre l'Église catholique et le régime de Vichy, du moins il y a porosité et le pèlerinage démontre la collaboration ostensible entre les deux institutions ».
En 1943, Paul Doncœur est marginalisé par les jésuites en raison de son attitude. Il se retire des scouts de France et certaines amitiés sont rompues. En 1944 il s'efface du scoutisme catholique.

### Organisateur et homme de lettres
Écrivain, il publie le « Roland», un recueil de chants scouts et populaires. En 1930 il prend la direction des Cahiers du Cercle sainte Jeanne, qui acquièrent une renommée importante en France. Historien, son activité porta sur la vie de Jeanne d'Arc ainsi en 1948, le Père Paul Doncoeur est invité à Hollywood en tant que conseiller historique sur le tournage de Jeanne D'Arc du réalisateur Victor Fleming.
Il est l'instigateur et organisateur de multiples pèlerinages mariaux (Chartres, Le Puy, Vézelay, Terre sainte, etc.).

#### Pastorale liturgique
Il fonde en 1920 le bulletin de pastorale liturgique en voulant rendre accessible la liturgie à tous, une liturgie catéchétique. Il s'inscrit ainsi dans le mouvement liturgique. Il restaure par exemple la veillée pascale selon le rite ancien, en 1945, dans la petite chapelle de la maison par une permission spéciale de son évêque. En 1951, un décret pontifical de Pie XII officialise cette liturgie pascale. Chaque année des baptêmes d'enfants et d'adultes sont également célébrés dans ce même esprit de renouveau liturgique qui culminera dans les réformes introduites plus tard par le concile Vatican II.

### La maison de Troussures

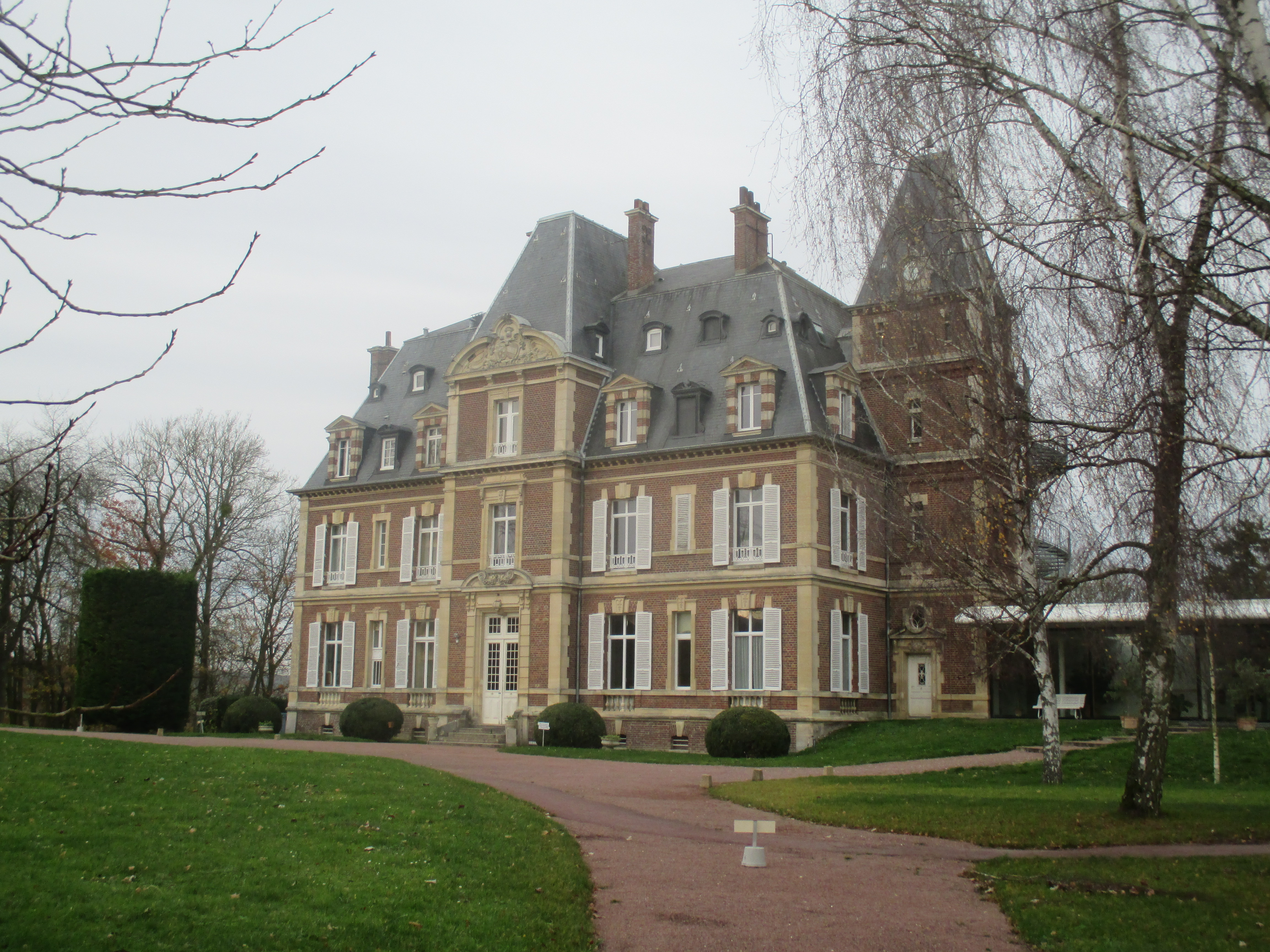
Le château de Troussures, dans l'Oise.

En 1938, Paul Doncœur s'installe à Troussures ; il a 58 ans. La maison de Troussures lui est confiée par ses supérieurs jésuites pour en faire d'abord un lieu où pourrait s'exprimer ce qu'il porte profondément dans son cœur : recréer un noyau de chrétienté pour l'avenir de la France. Mais finalement avec les événements de la Seconde Guerre mondiale, la maison devient plutôt un centre de formation et de refuge, pour ensuite être, à terme, une grande maison familiale.
Pour le père Doncœur, la famille catholique doit devenir un véritable instrument de « conquête du milieu » et la place de la femme est centrale. Il aimait à dire en guise de boutade: « Il faut deux femmes pour faire un saint : sa femme et sa mère ! » D'où sa fondation des « Cercles sainte Jeanne » en 1930 pour l'accueil de jeunes femmes qu'il suivait. Quand elles furent mariées, il les réunit alors en cercle d'étude mensuel.
C'est ainsi qu'en 1938 il prêche les premières retraites de foyer en commun qui sont une grande innovation pour l'époque, et précurseur en cela des retraites de couple aux Foyers de Charité de Châteauneuf-de-Galaure qui auront lieu sous l'impulsion de Marthe Robin.
C'est lors d'une retraite prêchée aux couples que le père Caffarel, qui avait fondé les équipes Notre-Dame sur le même principe, invité à cette occasion, découvrit la maison et devint le successeur du père Doncœur le 28 avril 1966.
En 1943, lorsque Paul Doncœur est marginalisé par les jésuites, il fait de Troussures une grande maison familiale et d'accueil. Une journée par an, des hommes d'Église et des intellectuels viennent partager leur réflexion sur différents sujets comme la colonisation, les sciences, l'évolution de l'Église…  Troussures verra séjourner le père Chenu (dominicain), Teilhard de Chardin (anthropologue), Gaston Fessard (philosophe), Jean Daniélou (théologien et historien), Henri de Lubac, ou encore le dramaturge Jean Anouilh…
L'intuition du père Doncœur fut de redonner à la France après la Première Guerre mondiale un catholicisme intégral avec une mystique de la véritable « croisade », saine, sainte et juste, pour restaurer la chrétienté de la nation. Mais l'évolution entre les deux guerres l'invita à recentrer ses espérances sur l'évangélisation par la famille, les enfants et le travail de proximité. Jusqu'à la fin de sa vie à Troussures, il porta ce désir profond. Il mourut à 81 ans dans sa chambre, entouré d'enfants. Son corps repose dans la crypte de la chapelle aux côtés d'un scout de France mort à 15 ans, et du comte et de la comtesse de Troussures.

## Distinctions
Le Révérend Père Paul Doncoeur fit don de ses médailles en ex-voto à Notre Dame de Liesse dans l'Aisne.

### Décorations
- Officier de la Légion d'honneur (1921)
- Croix de guerre 1914-1918 avec 7 citations.

### Extrait de Citation à l'ordre de l'armée
"Le 12 juillet 1915, attaché aux brancardiers d’un régiment, s’est porté sous un feu violent d’artillerie sur un poste avancé où des blessés étaient signalés et leur a donné les premiers soins. N’a cessé de faire preuve d’un dévouement inlassable et d’une belle crânerie."

### Extrait de Citation à l'ordre du régiment
« Le 16 août 1916, le chef de bataillon, les commandants de Compagnie et presque tous les chefs de section du 2e bataillon du 35e R.I. ayant été mis hors de combat, a, sans hésitation, pris le commandement du bataillon et, sous un feu d'artillerie et de mitrailleuses d'une extrême violence, l'a crânement lancé à l'attaque de la position ennemie qu'il a partiellement enlevée, capturant une centaine d'hommes, des mitrailleuses et des canons de tranchée. A été grièvement blessé et n’a cessé dans ses souffrances, de donner le plus bel exemple de courage, suscitant l’admiration de tous. »
Colonel Clément Grandcourt.

### Extrait d'une Lettre aux Parents de Paul Doncoeur
Le commandant Forcinal écrira ces mots à la mère de Paul Doncoeur :
« Votre fils est mon sauveur. Sans lui, moi et plus de cinquante pauvres blessés aurions grillé dans cette ferme du Mériquin en feu. Avec quel dévouement il nous a soignés. Avec quel courage et quelle autorité il est intervenu auprès de nos cruels ennemis pour leur demander de nous épargner. Le bon Dieu nous avait donné dans sa personne un ange gardien, et grâce à lui nous avons pu, moi et tant d'autres, être sauvés. Voulez-vous me permettre, Madame, de vous adresser expression de mon admiration émue et reconnaissante pour votre cher fils, l'abbé Doncœur. Il double son dévouement et son abnégation de la vaillance et du courage. C'est un prêtre, mais c'est aussi un soldat. Je voudrais voir briller sur sa poitrine l'étoile de la Légion d'honneur à côté de la croix du Christ et de la Croix de Guerre. Je ne doute pas que cette récompense lui soit accordée. »

## Hommages
Les Guides et Scouts d'Europe lui ont rendu hommage dans le film Le Secret de Confrécourt en 2014 que l'on peut consulter sur youtube.

## Écrits
- 1995 Correspondance 1898 - 1960, Tome II, Présentation du R.P. Xavier Tilliette, s.j., Téqui, Paris, 270 p.
- 1988 Aller de l'avant, textes et citations recueillies et présentées par Pierre Mayoux, Ed. des Presses de l'Ile-de-France, Paris, 288 p.
- 1986 Scoutisme et éducation du sens religieux, Chambray-les-Tours, C.L.D., 109 p.
- 1983 Correspondance 1924 - 1961, Tome I, par Pierre Mayoux, Préface du Père Ambroise-Marie Carré, de l'Académie française, Téqui, Paris, *237 p.
- 1951 La naissance, le mariage, la mort : retour en chrétienté, Les Presses d'Ile-de-France, Paris, 255 p.
- 1948 L'Évangile du travail, A l'Orante, Paris, 86 p.
- 1947 L'Évangile du glaive, A l'Orante, Paris, 98 p.
- 1945 Propos de route, images de Jean Mercey, A l'Orante, Paris, 134 p.
- 1941 La France vivra, Éditions de l'Orante, 1941, 250 p.
- 1938 La Compagnie de Jésus, A l'Art catholique, Paris, 69 p.
- 1938 Le témoignage chrétien de la France dans le monde en 1938 in Revue catholique d'intérêt général (20 juin 1938)
- 1933 Retours en chrétienté : la naissance, le mariage, la mort, Grasset, Paris, 207 p.
- 1932 La crise du sacerdoce, Préface de S.E. le Cardinal cardinal Verdier, Flammarion, Paris, 202 p.
- 1931 Qui a brûlé Jeanne d'Arc ?, Flammarion, Paris, 126 p.
- 1928 Le bon plaisir divin dans une âme : le Père Alexis Hanrion de la Compagnie de Jésus, (1888 - 1920), Apostolat de la Prière, Toulouse, 126 p.
- 1927  Roland, chansonnier populaire français de Gustave Daumas, Marc de Ranse, Carlo Boller et Paul Doncœur.
- 1927 Roumieux : pèlerins d'Assise et de Rome, images de Paul Froger, A l'art catholique, Paris, 182 p.
- 1926 Routiers, bois de Paul Froger, A l'art catholique, Paris, 101 p.
- 1926 Reconstruction Spirituelle : Les Scouts de France , La Hutte.
- 1926 Le livre de la bienheureuse sœur Angèle de Foligno du tiers ordre de St François : documents originaux, éd. et trad. par le P. Paul Doncœur, Art catholique, Paris, 365 p. Prix Langlois de l’Académie française en 1927.
- 1912 Beati : enseignements de Jésus-Christ sur le bonheur, Casterman, Paris, 168 p., réédité en 1922 et 1926.

### Idéologie
- Nationalisme
- Catholicisme traditionaliste
- Ultramontain
- Révolution nationale (pétainisme)
- Scoutisme